# Thunbergia quadricostata
Thunbergia quadricostata är en akantusväxtart som beskrevs av Cornelis Eliza Bertus Bremekamp. Thunbergia quadricostata ingår i släktet thunbergior, och familjen akantusväxter. Inga underarter finns listade i Catalogue of Life.